# Spelaeodiscus tatricus
Spelaeodiscus tatricus é uma espécie de gastrópode  da família Valloniidae
É endémica de Eslováquia.